# بيتر غيفورد
بيتر غيفورد (بالإنجليزية: Peter Gifford)‏ هو موسيقي أسترالي، ولد في 5 أبريل 1955.

## وصلات خارجية
- بيتر غيفورد على موقع ميوزك برينز (الإنجليزية)
- بيتر غيفورد على موقع ديسكوغز (الإنجليزية)